# فرمول یک
فرمول یک (به انگلیسی: Formula One) که به اختصار «F1» نوشته می‌شود و همچنین به «مسابقات اتومبیل‌رانی جایزه بزرگ» نیز مشهور است، بالاترین رده از مسابقات بین‌المللی خودروهای چرخ‌باز است که توسط فدراسیون بین‌المللی اتومبیل‌رانی (FIA)، سازمان‌دهی و برگزار می‌شود.
هر فصل قهرمانی فرمول یک جهان از مجموعه‌ای از مسابقات، که به‌شیوه جایزه بزرگ انجام می‌شوند، تشکیل شده است که معمولاً در پیست‌های فرمول یک، و در مواردی در جاده‌های بستهٔ شهری برگزار می‌شود. نتایج تمامی مسابقات، جمع بسته می‌شود تا دو فهرست قهرمانان فرمول یک جهان در هر سال، یکی در بخش رانندگان قهرمان فرمول یک و دیگری در بخش سازندگان قهرمان فرمول یک مشخص شود. رانندگان این مسابقات، ابتدا باید مدرک رانندگی ویژه‌ای که توسط فدراسیون بین‌المللی اتوموبیل‌رانی صادر می‌شود را برای ورود به این مسابقات، به‌دست آورند.
این مسابقات، یک رویداد مهم تلویزیونی است که میلیون‌ها نفر از بیش از ۲۰۰ کشور جهان آن را به صورت زنده تماشا می‌کنند. عنوان این ورزش، یعنی فرمول یک، به‌این معناست که این ورزش باید پیشرفته‌ترین و رقابتی‌ترین مسابقه در میان مسابقات قهرمانی فرمول باشد. فرمول ۲، فرمول ۳، فرمول ئی و آکادمی اف‌وان که مخصوص زنان و دختران می باشد هم از مسابقات فرمول هستند . همچنین این ورزش یکی از پر خرج ترین ورزش های جهان می باشد .

## مقررات
مقررات این مسابقات، شامل شماری از محدودیت‌ها و شرایطی است که خودروها باید از آن پیروی کنند. از جمله مواردی که این مقررات به خاطر آن تدوین شده، می‌توان به کنترل ایمنی سرعت‌های فزاینده اشاره کرد. در سال ۲۰۲۱ از موتورهای وی ۶ ۱/۶ لیتری توربوشارژ هیبرید که کارآمدترین موتور احتراق داخلی جهان به‌شمار می‌آید، استفاده می‌شود.در سال ۲۰۲۲ تغییرات گسترده‌ای با هدف نزدیک‌تر شدن رقابت اعمال شد. در پی این تغییرات و استفاده بهینه‌تر از اثر زمین و بال‌های اصلاح‌شده، آشفتگی پشت خودروها کاهش پیدا کرد و سبقت‌گیری سهولت یافت. اتومبیل‌های فرمول یک اجازه بهره‌گیری از هیچ سامانه کمک‌راننده‌ای از جمله سیستم کنترل کشش، لانچ کنترل یا گیربکس اتوماتیک را ندارند.

## تاریخچه
فرانسوی‌ها در سال ۱۹۰۶ نخستین گرند پری (جایزه بزرگ) را برگزار کردند. نخستین مسابقه ۳۲ خودرو را دربرمی‌گرفت که در مسیری به مسافت ۱۰۴ کیلومتر در نزدیکی آلمان برگزار شد و دو روز طول کشید. خودروی برنده یک رنو، تحت هدایت فرنس سیز مجارستانی بود که سرعت متوسطی برابر ۱۰۰ کیلومتر در ساعت داشت. از آن شروع ساده، فرمول یک متولد شد و با گذر زمان در این سال‌ها به یکی از پرطرفدارترین مسابقات ورزشی دنیا تبدیل شده است.
مسابقات فرمول یک در طول تاریخ، تحولات و تغییرات بسیاری را شاهد بوده است و در آن موتورهای بسیاری به‌کار گرفته شده است؛ موتورهای عادی، تقویت‌شده و توربو، که از straight-4 تا H۱۶ با جابجایی سوخت ۱٫۵ تا ۴٫۵ لیتر متفاوت است. حداکثر قدرتی که در طول تاریخ مسابقات، به‌دست آمده ۱۲۴۰ اسب بخار توسط موتور ب‌ام‌و توربو در دههٔ ۱۹۸۰ بوده است.
قارهٔ اروپا دارای طرفداران بسیاری از مسابقات فرمول یک و بازار اصلی آن است. با این وجود، مسابقات جایزه بزرگ در سرتاسر جهان برگزار شده، و با برگزاری مسابقات جدید در بحرین، جمهوری خلق چین، جمهوری آذربایجان و ایالات متحده، دامنهٔ این مسابقات در حال گسترش است.
دفتر مرکزی فدراسیون بین‌المللی اتومبیل‌رانی (FIA) در کنکورد، پاریس واقع است. این فدراسیون، مسئولیت نظارت بر این مسابقات را بر عهده دارد. رئیس کنونی این فدراسیون محمد بن سلیم است. حقوق تجاری فرمول یک در دارایی‌های گروه فرمول یک، که اکنون مالکیت آن در اختیار آلفا پرما است، سپرده شده است.
بالاترین رکورد سرعت در این مسابقات، توسط والتری بوتاس در ۲۷سالگی با خودرویی از تیم ویلیامز با سرعت ۳۷۸ کیلومتر بر ساعت در جمهوری آذربایجان شهر باکو ثبت شده است.

## پیشینه
منشأ مجموعه مسابقات فرمول یک مسابقات اتومبیل‌رانی جایزه بزرگ اروپاست. بسیاری از سازمان‌های برگزارکنندهٔ مسابقات جایزه بزرگ، پیش از جنگ جهانی دوم مقررات مسابقات جهانی را تدوین کردند، ولی به دلیل تعلیق مسابقات در طول جنگ جهانی دوم، مسابقات قهرمانی رانندگان جهان در سال ۱۹۴۷ میلادی نهایی شد و نخستین بار به‌طور رسمی در سال ۱۹۵۰ اعمال شد. در سال‌های ۱۹۵۰، ۱۹۶۰ و ۱۹۷۰ مسابقات قهرمانی کشوری در آفریقای جنوبی و انگلستان جریان داشت. مسابقات غیر قهرمانی فرمول یک در طول سال‌ها برگزار می‌شده است ولی به دلیل افزایش فزایندهٔ هزینهٔ مسابقات، آخرین دوره از این مسابقات در سال ۱۹۸۳ میلادی برگزار شد.

## مسابقه و راهبرد
یک دوره از مسابقات جایزه بزرگ، یک آخر هفتهٔ کامل را به خود اختصاص داده، و با یک تمرین آزاد با زمان یک ساعت و نیم در صبح روز جمعه و یک تمرین آزاد در بعد از ظهر جمعه با زمان یک ساعت و نیم و سپس آخرین تمرین آزاد، به مدت یک ساعت در روز شنبه آغاز خواهد شد. رانندگان سوم اجازه دارند در روز جمعه برای تیم‌هایی که در فصل قبل، ردهٔ پنجم یا کمتر را به خود اختصاص داده‌اند، رانندگی کنند. پس از این جلسات تمرین، یک جلسهٔ انتخابی برگزار خواهد شد.
از سال ۲۰۰۳ تاکنون فرمت این دورهٔ کیفیت‌سنجی، چندین بار تغییر کرده است. تلاش‌ها بر این بوده است که با استفاده از سیستم «one-shot»، که در آن هر راننده به تنهایی در پیست، تنها یک‌بار فرصت دارد رکوردی را ثبت کند، جان و شوق تازه‌ای برای دوره‌های کیفیت‌سنجی (زمان‌گیری) آفریده شود. ولی اکنون زمان‌گیری‌ها این‌گونه برگزار نمی‌شوند.
اکنون زمان‌گیری‌ها به این‌گونه هستند∶
رانندگان باید در زمانی که تعیین شده، چند دور را در پیست بزنند. کسانی که وقتی در حال زدن تایم هستند در حالی که زمان تمام شده، می‌توانند دورشان را تکمیل کنند.
بعضی راننده‌های کندتر حذف می‌شوند.
Q1∶ همهٔ راننده‌ها شرکت می‌کنند.
Q2∶ پانزده راننده
Q3∶ ده راننده
۱۵ اتومبیل دیگر می‌توانند در یک دور زمان‌گیری دیگر به مدت ۱۵ دقیقه رقابت کنند. در فرمت اصلی، پس از ۱۵ دقیقه، ساعت‌ها به سرعت متوقف می‌شوند. ۵ اتومبیلی که کندتر از بقیه بوده‌اند، به ترتیب در مکان ۱۰ تا ۱۵ جدول قرار می‌گیرند.
رانندگان، یک دور فرمولیشن لپ می‌زنند. بعد سر رده‌هایشان قرار می‌گیرند. اگر راننده‌ای مشکل داشته باشد، می‌تواند دور را نزند و ماشین را درست کند. ولی باید در پیت این وقتی همه گذشتند، مسابقه را آغاز کند. چراغ بالای میدان با خاموش شدن چراغ‌های قرمز علامت شروع مسابقه را می‌دهد. مسافت مسابقه معمولاً کمی بیشتر از ۳۰۵ کیلومتر(۱۹۰ مایل) است و مدت زمان آن به دو ساعت محدود شده است؛ در حالیکه در عمل مسابقات بیش از ۹۰ دقیقه بطول نمی‌انجامد. در طول مسابقه رانندگان می‌توانند برای تعویض تایر یکبار یا بیشتر اقدام به پیت استاپ کنند. تیم‌ها ۳ نوع تایر خشک و ۲ نوع تایر بارانی دارند. یکی باران سبک و آن یکی باران شدید. ترکیب تایر هر مسابقه توسط شرکت تأمین‌کنندهٔ تایرها انتخاب می‌شود. این شرکت در حال حاضر پیرلی است. امتیازهایی را که فیا به ۱۰ راننده و تیم برتر می‌دهد بر پایهٔ ۲۵-۱۸-۱۵-۱۲-۱۰-۸-۶-۴-۲-۱ خواهد بود (نفر اول، ۲۵ امتیاز، نفر دوم ۱۸ امتیاز و به همین صورت). برندهٔ مسابقات قهرمانی سالانه، راننده و تیمی خواهد بود که در انتهای فصل مسابقات، بیشترین امتیاز را کسب کرده باشد. اگر دو راننده و تیم دارای امتیاز مساوی باشند و برای قهرمانی راننده یا تیم مسابقه می‌دهند، برنده کسی خواهد بود که شمار مسابقات جایزه بزرگ بیشتری را در طی آن فصل برنده شده باشد. اگر مساوی بود تعداد دومی و همین‌طور تا آخر.

## رانندگان و سازندگان

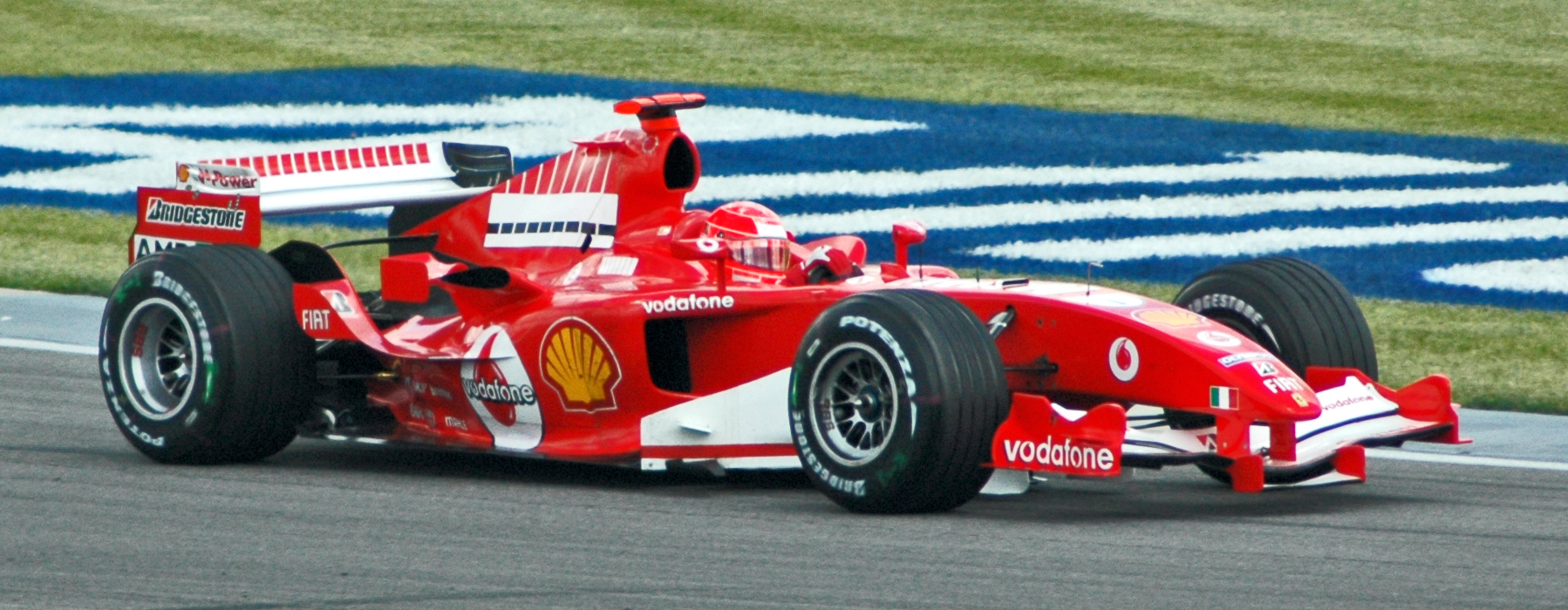
میشائیل شوماخر و اسکودریا فراری قهرمانی جهان را به‌عنوان رکورد تاریخی به دست آورده‌اند.

تیم فرمول یک باید بدنهٔ اتومبیلی را که می‌خواهند در آن مسابقه بدهند بسازند و بنابراین اصطلاح «تیم» و «سازندگان» کم و بیش، به‌جای هم به‌کار می‌روند. این ویژگی باعث تمایز این مسابقه از سایر سری‌ها مانند لیگ مسابفات ایندی می‌شود که در آن تیم‌ها می‌توانند ماشین مسابقه‌ای خود را خریداری کنند و همچنین سری اسپک از جمله سری جی‌پی۲ که در آن همهٔ ماشین‌ها باید ویژگی‌های مشابه‌ای داشته باشند. در سال‌های اولیه، تیم‌های فرمول یک، موتورها را نیز خود می‌ساختند، که با افزایش حضور شرکت‌های مهم سازندهٔ اتومبیل، مانند بی‌ام‌و، مرسدس-بنز، رنو، تویوتا و هوندا که به معنای بیهودگی ساختن انفرادی موتورها بود، این قضیه کاهش پیدا کرد.
در اوایل حضور کارخانه‌ها به صورت «تیم کارخانه» بود (یه معنای تیمی که متعلق به یک کارخانهِ مهم است)، مانند آلفا رومئو، فراری، فیات یا رنو. شرکت‌هایی مانند کلایمکس، رپکو، کازوورث، هارت، جاد و سوپرتک که وابستگی تیمی مستقلی نداشتند، غالباً موتورهایشان را به تیم‌هایی که خود توان ساخت آن‌ها را نداشتند می‌فروختند. با پیشی گرفتن طمع و توانایی ساخت کارخانه‌ها، امروزه تقریباً همهٔ موتورها به وسیلهٔ کارخانه‌های مهم ساخته می‌شوند.
مثلاً مرسدس بنز موتورهای مک‌لارن را می‌سازد. یا فراری موتورهای خودش را می‌سازد.
در مسابقات سال ۱۹۵۰ بیش از ۱۸ تیم مسابقه دادند که به‌دلیل هزینه‌های بالا بسیاری از آن‌ها از دور خارج شدند. در واقع کمبود اتومبیل‌های مناسب برای شرکت در مسابقات فرمول یک در طول دههٔ نخست این‌گونه مسابقات، باعث ظهور ماشین‌های فرمول دو شد. تیم فراری تنها تیم فعال باقی‌مانده از مسابقات سال ۱۹۵۰ است.

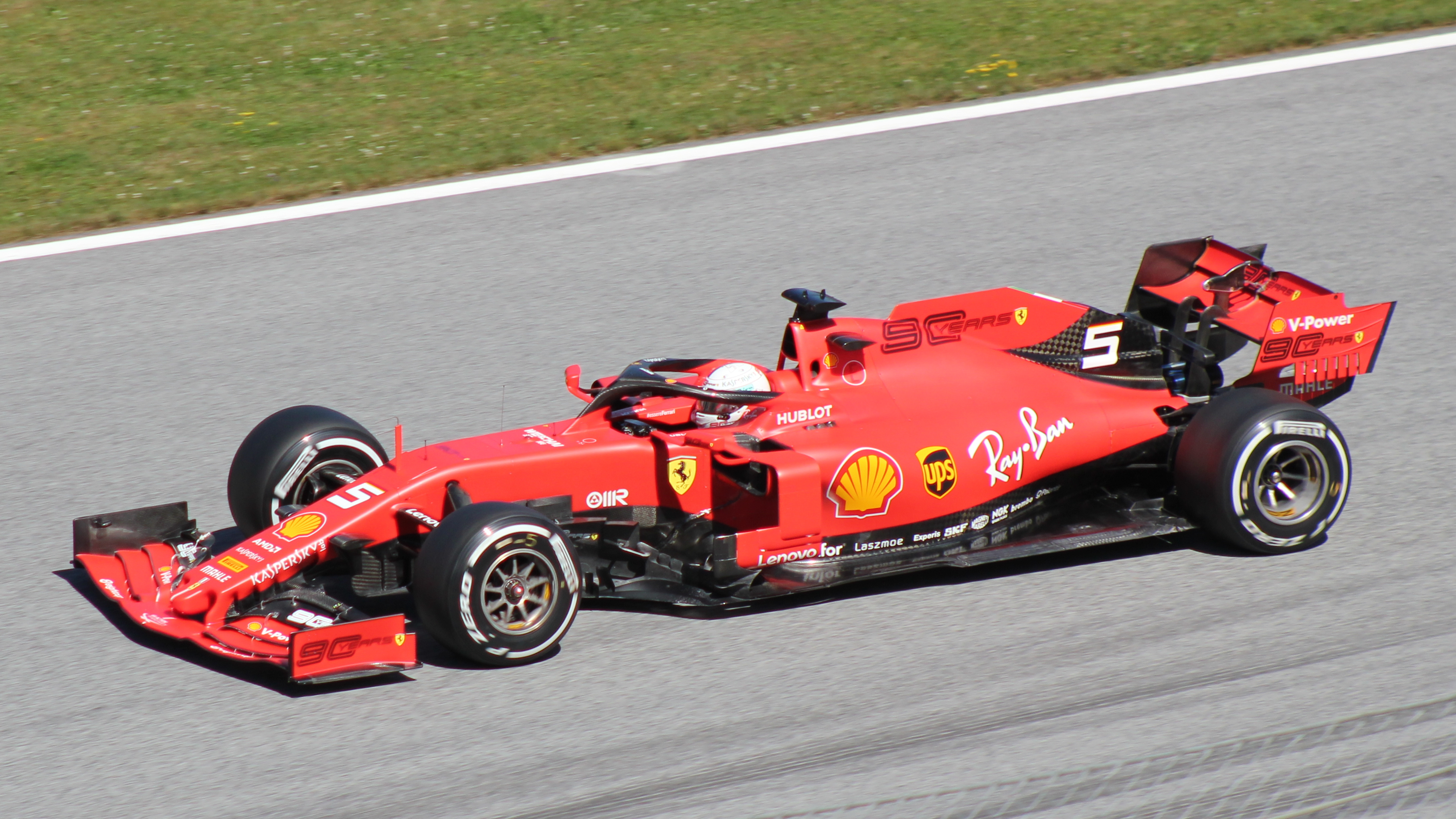
تیم فراری، در تمامی دوره‌های مسابقات، به رقابت پرداخته است. راننده در این تصویر، سباستین فتل است.

برای ورود یک تیم به مسابقات جهانی قهرمانی فرمول یک بیش از ۲۵ میلیون پوند (حدود ۴۷ میلیون دلار) باید به‌صورت پیش-پرداخت به فدراسیون بین‌المللی اتومبیل‌رانی پرداخت شود، که این مبلغ در زمان فصل مسابقه به تیم، بازگردانده می‌شود؛ و بنابراین سازندگانی که تمایل به حضور در فرمول یک دارند ترجیح می‌دهند از میان تیم‌های موجود یکی را انتخاب کنند: خرید تیرل توسط B.A.R. و خرید جردن توسط میدلند باعث سلب مسئولیت هر دوتای این تیم‌ها از پرداخت این مبلغ قابل‌توجه شد.
هر اتومبیل دارای یک شماره است. به قهرمان دورهٔ قبلی مسابقات قهرمانی رانندگی شماره یک داده می‌شود، ولی خیلی از رانندگان قهرمان، شمارهٔ خودشان را استفاده می‌کنند. در واقع شماره‌ها بر اساس رتبهٔ تیم‌ها در مسابقات دورهٔ قبل، به آن‌ها داده می‌شوند. استثنائاتی نیز وجود داشته که از آن جمله این است که در سال ۱۹۹۳ و ۱۹۹۴ قهرمان مسابقات قهرمانی رانندگی جهان که به ترتیب (نایجل منسل و الین پراست) بودند دیگر در فرمول یک مسابقه نمی‌دادند. در این حالت به رانندگان تیم قهرمان سال گذشته شمارهٔ صفر و دو داده می‌شود. شمارهٔ ۱۳ از سال ۱۹۷۴ مورد استفاده قرار نگرفته است، شماره‌ای که پیش از آن با صلاحدید دست‌اندرکاران مسابقه گهگاه استفاده می‌شد. پیش از سال ۱۹۹۶، تنها برندهٔ مسابقهٔ قهرمانی جهان و تیم وی بودند که شمارهِ جدیدی که در واقع شمارهِ قهرمان قبلی بود می‌گرفتند و سایر تیم‌ها شماره‌های سال‌های پیش را داشتند، که همان شماره‌ای بود که در آغاز فصل سال ۱۹۷۴ به آن‌ها داده شده بود. به‌طور مثال، فراری بدون توجه به رتبه‌اش در مسابقات سال‌های متمادی شمارهِ ۲۷ و ۲۸ را داشت. از آن‌جا که در اوایل دههٔ ۱۹۹۰، شکل‌گیری تیم‌ها و وضعیت آن‌ها به سرعت تغییر می‌کرد، این شرایط باعث درهم شدن شماره‌ها شد، تا این‌که در سال ۱۹۹۶ سیستم جدید برای این منظور مورد استفاده قرار گرفت.
لوییس همیلتون و میشائیل شوماخر دارای رکورد در قهرمانی مسابقات رانندگی می‌باشند (هفت بار) و فراری نیز در بین سازندگان، بالاترین رکورد را دارد. (چهارده بار) جوچن ریندت و آیرتون سنا قهرمانانی هستند که در یک حادثهٔ مرگبار در مسابقات کشته شدند.

## گراند پری

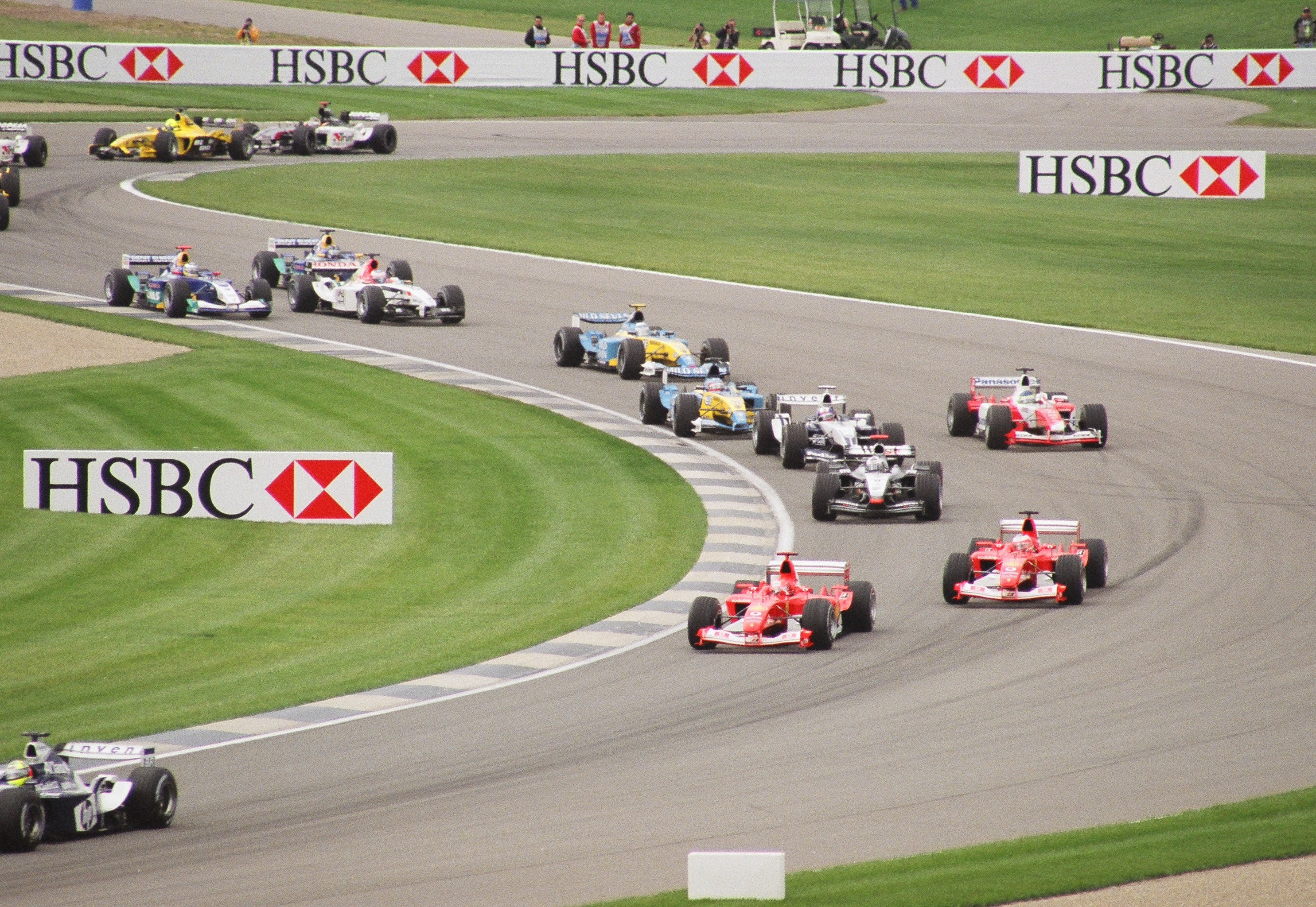
اتومبیل‌ها در حال حرکت در پیست مسابقهٔ اندیاناپولیس موتور اسپیدوی در ایندیانا.

تعداد گراندپری‌هایی که در یک فصل برگزار می‌شوند در سال‌های مختلف گوناگون بوده است. فصل افتتاحیهٔ مسابقات سال ۱۹۵۰ متشکل از تنها هفت مسابقه بود؛ ولی با گذشت سال‌ها این شماره تقریباً سه برابر شده است. اگرچه شمار مسابقات از دههٔ ۱۹۸۰ تقریباً روی شمارهٔ ۱۶ یا ۱۷ ثابت ماند، ولی در سال ۲۰۰۵ این شماره به سقف نوزده مسابقه رسید.
شش تا از هفت مسابقهٔ منطقه‌ای در اروپا برگزار شد؛ تنها مسابقهٔ غیر اروپایی که در سال ۱۹۵۰ به حساب قهرمانی جهان محسوب شد مسابقهِ ایندیاناپلیس ۵۰۰ بود که به دلیل عدم وجود تیم‌های فرمول یک نظربه مقتضیات این مسابقه که اتومبیل‌ها باید ویژگی‌هایی متمایز با سایر مسابقات می‌داشتند، جایزه بزرگ آمریکا بعدها جای این مسابقه را گرفت. قهرمانی فرمول یک به تدریج به سایر کشورهای غیراروپایی نیز راه پیدا کرد. آرژانتین میزبان نخستین جایزه بزرگ آمریکای جنوبی در ۱۹۵۳ بود و مراکش نیز میزبان نخستین مسابقات قهرمانی جهان آفریقا در سال ۱۹۵۸ بود. در آسیا کشور ژاپن در سال ۱۹۷۶ و در اقیانوسیه کشور استرالیادر سال ۱۹۸۵ میزبان بودند. در حال حاضر بیست و سه مسابقهِ موجود به قاره‌های اروپا، آسیا، استرالیا، آمریکای شمالی و آمریکای جنوبی گسترش یافته‌اند.
در قدیم، هر کشور میزبان یک گراندپری می‌شد که به نام خود کشور نام‌گذاری می‌شد. در صورتی که یک کشور میزبان چندین گراندپری در طول یک‌سال می‌شد، به این گراندپری‌ها نام‌های گوناگونی داده می‌شد. اکنون هم چنین ترتیبی در نظر گرفته می‌شود ولی بعضی از پیست‌ها مستثنا هستند.
گراندپری‌ها که گذشتهٔ برخی از آن‌ها حتی به پیش از مسابقات جهانی قهرمانی فرمول یک برمی‌گردند، هر سال در یک پیست برگزار نمی‌شوند. برای نمونه گراندپری انگلیس اگرچه از سال ۱۹۵۰ هر ساله برگزار شده است، از سال‌های ۱۹۶۳ تا ۱۹۸۶ میان برندز هتچ و سیلورستون در تغییر بوده است. تنها مسابقهِ دیگری که در همهٔ مسابقات قهرمانی جهان بوده است گراندپری ایتالیا است؛ که هر ساله درمونزا برگزار شده است، و تنها در سال ۱۹۸۰ در پیست انزو دینو فراری برگزار شد که در حال حاضر محل برگزاری گراندپری ایمولا است.
گرندپری اروپا رقابتی است که سالانه در یکی از پیست‌های اروپایی فرمول یک برگزار می‌شد. این رقابت از سال ۱۹۸۳ در تقویم فرمول یک جا داشته در سال اول این رقابت در پیست برندز هچ بریتانیا برگزار شد و طی مدت‌ها رقابت در پیست‌های نوربورگ رینگ، دانینگتون، خرز و والنسیا برگزار شد. بیشترین رقابت متعلق به پیست نوربورگ رینگ آلمان است با ۱۲ بار استفاده از این پیست برای گرندپری اروپا رقابت ۵ دوره در پیست شهری والنسیا، دو دوره در خرز و برندز هچ و یک بار در پیست دانینگتون برگزار شده است اما در ۲۰۱۶ این رقابت در آذربایجان برگزار شد و دیگر برگزار نشد (اگرچه آذربایجان هنوز در تقویم است، ولی با نام جایزه بزرگ آذربایجان).

## میدان مسابقات

کشورهایی که مسابقات فرمول یک در آن‌ها برگزار شده است.

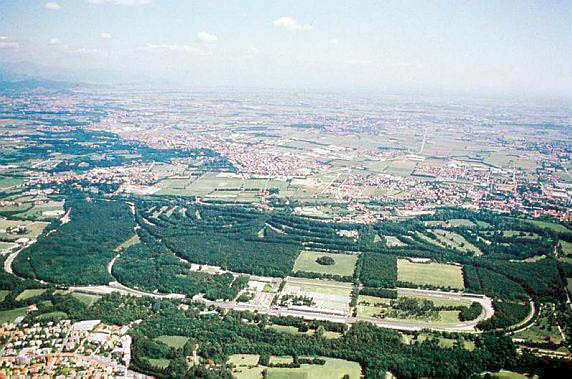
پیست مسابقات جایزه بزرگ ایتالیا که با نام پیست ناتزیوناله مونتزا در شهر مونزا واقع شده است، یکی از قدیمی‌ترین پیست‌های مسابقات فرمول یک در جهان است که هنوز هم مورد استفاده است.

یک میدان معمولاً جاده‌ای مستقیم در پیست مسابقات است که در آن خط شروع قرار دارد. «پیت لین» در کنار مسیر مستقیم و خط آغاز قرار دارد که رانندگان برای زدن بنزین و تعویض تایر در طول مسابقه وارد این لاین می‌شوند البته از حدود سال ۲۰۱۰ خودروها مجاز نیستند که در طول مسابقات سوختگیری کنند. تیم‌ها نیز اتومبیل را پیش از مسابقه در همین مکان بازدید می‌کنند. طرح بقیهٔ پیست، کاملاً با بخش ابتدایی آن متفاوت است. با این حال، مسیر پیست معمولاً در جهت عقربه‌های ساعت تنظیم می‌شود. پیست‌هایی که بر خلاف عقربه‌های ساعت طراحی شده‌اند و در آن‌ها پیچ‌ها در سمت چپ قرار دارند، باعث بروز مشکلاتی از جمله درد در ناحیه گردن برای رانندگان می‌شوند، زیرا در اتومبیل‌های فرمول یک پیچ‌های سمت چپ باعث می‌شوند تا سر رانندگان با نیروی زیادی در جهت مخالف پرتاب شود و رانندگان برای جلوگیری از این عمل مجبورند فشار زیادی به گردنشان وارد کنند. بسیاری از این پیچ‌ها به دلیل ویژگی‌هایی که دارند صاحب نام شده‌اند، مانند پیچ روژ در پیست اسپا-فرانکورشان، پیچ پارابولیکا در پیست ناتزیوناله مونزا و پیچ تامبورلو در پیست انزو دینو فراری. دیگر موارد مثل ساختار جاده‌ها در پیست اتومبیل‌رانی ایندیاناپولیس با سه پیچ به گونه‌ای طراحی شده‌اند که «نیروی جی» و تأثیر آن بر روی لغزندگی را نیز تحت تأثیر قرار دهند. دیگر در کیالامای در آفریقای جنوبی مسابقات فرمول یک برگزار نمی‌شود.
اغلب پیست‌هایی که اکنون از آن‌ها استفاده می‌شود، مخصوص مسابقه ساخته می‌شوند. برخی پیست‌هایی که واقعاً در خیابان‌های شهری واقع شده‌اند، عبارت‌انداز: پیست آلبرت پارک، پیست خیابانی مارینا بی، پیست شهری باکو، پیست خیابانی جده و پیست موناکو که مسابقات گراندپری موناکو در آن برگزار می‌شود. با این حال، این مسابقات در مکان‌های شهری دیگر نیز به صورت غیررسمی برگزار می‌گردند (برای مثال در شهرهای لاس‌وگاس و دیترویت در ایالات متحده آمریکا). همچنین پیشنهاد برگزاری این مسابقات در شهرهای لندن و بیروت نیز به بحث و بررسی گذاشته شده است. چند پیست دیگر نیز کاملاً یا تا حدودی در خیابان‌های شهری قرار دارند که پیست اسپا-فرانکورشان و پیست آلبرت پارک از آن جمله آن‌هاست. همچنین ادامهٔ استفاده از پیست موناکو نیز تنها به گ‌دلیل جاذبه و تاریخ مسابقات قهرمانی موناکو است، زیرا این پیست در واقع نیازمندی‌های ایمنی جاده‌ای را تأمین نمی‌کند. نلسون پیکه که سه بار عنوان قهرمانی جهان را به‌دست آورده است، در رابطه با این پیست گفته است که «رانندگی در این پیست، مانند دوچرخه‌سواری در اتاق نشیمن» است.
پیست‌های پر هیجان و ایمن، البته به جذب طرفدار کمک می‌کنند. مانند پیست آذربایجان که عرض کفی شروع و پایانش زیاد است ولی در پیچ قلعه اگر خودرو کمی به سمت راست یا چپ برود، احتمال وقوع تصادف، بالاست.
در دههٔ ۱۹۵۰ یک راننده به‌طور اتفاقی متوجه شد که استفاده از «کوپه کاه» در اطراف مسیر باند مسابقات، باعث کاهش خطرات و سوانح می‌شود و به همین ترتیب در پیچ‌های مدرن پیست‌های فرمول یک، فضای خالی در نظر گرفته شده و با استفاده از بسته‌های شنی، سدی از لاستیک‌ها در دو طرف مسیر قرار داده می‌شوند و نهایت سعی در کاهش خطرات احتمالی در نظر گرفته شده است. پس از مرگ آیرتون سنا و رونالد راتزن‌برگز در مسابقات سال ۱۹۹۴ در پیست اتومبیل‌رانی انزودینو فراری، فدراسیون بین‌المللی اتومبیل‌رانی تغییراتی اجباری را بر روی پیست‌ها اعمال کرد که هنوز هم ادامه دارد. هدف از این تغییرات، هم‌خوان کردن بهتر سرعت اتومبیل با فضای مورد نیاز برای کاهش سرعت پیش از رسیدن به موانع و ویژگی این موانع در جذب انرژی به‌وجود آمده از برخورد است.
برخی از پیست‌های جدید فرمول یک، به‌ویژه پیست‌های طراحی‌شده به وسیلهٔ تیلک به‌دلیل نبود برخورداری از مسیر عبور (مسیری که خودروهای بیرون‌رفته از پیست را به سمت پیست هدایت می‌کند و مانع این می‌شود که خودروها به کنارهٔ پیست برخورد کنند یا بدتر، وسط منطقهٔ بیرون پیچ متوقف شوند و گیر کنند) مورد انتقاد قرار گرفته‌اند. با این حال در مورد این مطلب که استانداردهای امنیتی فرمول یک در پیست‌های جدید بیشتری رعایت شده‌اند، توافق وجود دارد.

## خودروها و فناوری
خودروهای پیشرفتهٔ فرمول یک، تک‌سرنشین، دارای جای باز برای راننده، موتور وسط و همچنین چرخ‌های بدون حفاظ هستند. بدنه این اتومبیل‌ها عمدتاً از ترکیبات پلیمری تقویت‌شده با فیبر کربن ساخته می‌شوند که در عین سبکی، بسیار مستحکم هستند. وزن موتور خودروهای فرمول یک، باید کمتر از ۱۴۵ کیلوگرم و وزن خودرو به همراه راننده و تجهیزات ایمنی‌اش (بدون در نظر گرفتن وزن سوخت)، باید بیش از ۷۵۲ کیلوگرم باشد. در واقع این کم‌ترین وزنی است که برپایهٔ قوانین، این خودروها باید داشته باشند.
چسبندگی بالا به جاده و توان مانور بسیار بالای اتومبیل‌های فرمول یک عمدتاً از راه نیروی آیرودینامیک تأمین می‌شود. این نیرو غالباً به وسیلهٔ «بال» هایی که در پشت و جلوی اتومبیل قرار دارند و بخش اندکی از آن نیز به‌وسیلهٔ نیروی ایجادشده به‌وسیلهٔ هوا در زیر سطح خودرو ایجاد می‌شود؛ نسل کنونی این خودروها دارای شمار زیادی بال کوچک و پره‌های چرخشی برای کنترل جریان هوا روی خودرو هستند.
یک عامل مهم در کنترل سرعت این ماشین‌ها طرح تایر‌ها بود. در گذشته (مسابقات ۱۹۹۸–۲۰۰۹) تایر خودروهای فرمول یک مانند سایر خودروهای مسابقه‌های پیستی دارای سطح «صاف» (بدون شیار) نبود و هر لاستیک دارای چهار شیار بزرگ دایره‌ای بود که برای کنترل سرعت طراحی شده بود. از سال ۲۰۰۹ با تصویب قوانین محدودیت‌های آیرودینامیکی طراحی بدنهٔ خودرو به منظور کنترل سرعت، الزام استفاده از تایرهای شیاردار، حذف گردید. این خودروها دارای سامانه تعلیق دوجناقی بوده و در تمامی جهات، توسط فنرهای میله‌ای و ضربه‌گیرهایی به بدنه پیوند دارد. ترمزهای دیسکی کربن تقویت شده با کربن به‌دلیل وزن کم و توان ایجاد اصطکاک بالا مورد استفاده قرار می‌گیرند. این نوع ترمزها باعث کارکرد ترمزی مناسبی می‌شوند و در واقع عاملی است که باعث خشنودی اغلب رانندگان جدید فرمول یک می‌شود.
موتورهای اتومبیل‌های فرمول یک در حال حاضر ۱٫۶ لیتری و شش سیلندر هستند و در ساخت و طراحی آن‌ها باید بسیاری محدودیت‌های دیگر نیز در نظر گرفته شوند. موتورهای نسل ۲۰۱۷ دارای دور موتور بیش از ۱۵۰۰۰ دور بر دقیقه و توان مؤثر بیش از ۸۰۰ اسب بخار هستند. حتی با وجود محدودیت‌های مربوط به آیرودینامیک، نیروی رو به پایین آیرودینامیکی برابر با وزن اتومبیل است و این ادعا که خودروهای فرمول یک توانایی «رانندگی بر روی سقف» را دارند اصولاً درست است، حتی اگر عملاً اینطور نباشد. سرعت داون‌فورس کاملی برابر با ۲/۵ برابر وزن ماشین قابل حصول است. داون‌فورس به این معنا است که این خودروها در پیچ‌ها نیروی جانبی‌ای در حدود ۴/۵ برابر نیروی گرانش (۴٫۵ جی) به‌دست می‌آورند- در مورد خودروهای جاده‌ای این شماره برابر ۱ جی است. در نتیجه در پیچ‌ها سر راننده با نیرویی معادل ۲۵ کیلوگرم به یک سمت کشیده می‌شود. چنین نیروی جانبی بالایی می‌تواند نفس کشیدن را بسیار سخت کنند و بنابراین راننده باید تمرکز بالایی داشته باشد تا بتواند مسیر ۳۰۵ کیلومتری را در یکی دو ساعت طی کند.

### مصرف سوخت
متوسط مصرف سوخت اتومبیل‌های فرمول یک حدود ۳۰ لیتر در هر ۱۰۰ کیلومتر است.

### شتاب مثبت و منفی
اتومبیل‌های مسابقه فرمول ۱ در هر ۴ ثانیه می‌توانند سرعت خود را حداقل به ۱۶۰ کیلومتر بر ساعت برسانند و سپس متوقف شوند.

## بازی
۲۴ F1 یک بازی ویدیویی مسابقه ای است که توسط EA sports منتشر می‌شود.

## آینده
در اوایل قرن ۲۱ مسابقات و مدیران فرمول یک دوران سختی را پشت‌سر گذاشتند. تعداد تماشاچیان کاهش یافت و علاقه‌مندان به این مسابقات به دلیل برتری میشائیل شوماخر و فراری در بیشتر مسابقات، علاقهٔ خود را تقریباً از دست داده بودند. اکنون نیز با برتری لوییس همیلتون و مرسدس از تعداد طرفداران کم می‌شود.
FIA قصد داشت قوانینی را وضع نماید تا با هزینه‌هایی که هر روزه با سرعت زیادی در حال افزایش هستند و تیم‌های کوچک‌تر را تحت تأثیر قرار می‌دهند، مقابله کرده و ایمنی مسابقات را افزایش دهد. در سال ۲۰۲۱ سقف بودجه معرفی شد که ردبول به دلیل نقض آن مجرم شناخته شد. ردبول بخاطر نقض ۲٫۲ میلیون دلاری این بودجه ۷ میلیون دلا جریمه نقدی شد و همچنین جریمه ورزشی دریافت کرد.
برای دستیابی به این هدف، FIA در هر سال مقرراتی را وضع نموده که نمونه‌هایی از آن‌ها عبارت‌اند از محدودیت قطعات، قوانین بهتر در زمینه ماشین که خلأ کمتری دارند و مجبور کردن تیم‌ها به استفاده از راننده‌های جوان. در تغییر قوانین، دو عامل امنیت و هزینه در اولویت قرار دارند و FIA در مجامع عمومی به صراحت بیان کرده است که همچنان به تغییر قوانین با در نظر گرفتن دو عامل فوق ادامه می‌دهد.
در سال‌های آتی تغییرات اساسی بیشتری در قوانین اعمال خواهد شد. در مسابقات سال‌های آینده، تیم‌ها محدودیت‌های بودجه را باید به لیست حداکثر خود اضافه کنند. تغییرات آیرودینامیک و ساده‌تر شدن خودروها و رقابت نزدیک با سبقت بالا می‌شود. (این تغییرات، باعث کندتر شدن خودروها می‌گردد).
تغییرات تقویم بیشتر خواهد شد. فیا قصد دارد تا مسابقات بیشتری را در کنار مکان‌های گردشگری دنیا برگزار کند تا این مسابقات طرفدارهای بیشتری را به خود جذب کند. یکی از این مسابقات، گرندپری آذربایجان و یکی دیگر هم سنگاپور است. فیا قصد داشت تا گرندپری ویتنام را به تقویم اضافه کند ولی این موضوع، به‌دلیل دستگیری یکی از مسئولان مسابقه به جرم فساد لغو شد.